# Vinca major subsp. major
Vinca major subsp. major é uma subespécie de planta com flor pertencente à família Apocynaceae. 
A autoridade científica da subespécie é L..
Os seus nomes comuns são congoça, congonha, congossa, congossa-maior, congoxa, pervinca ou pervinca-maior.

## Portugal
Trata-se de uma subespécie presente no território português, nomeadamente em Portugal Continental, no Arquipélago dos Açores e no Arquipélago da Madeira.
Em termos de naturalidade é nativa de Portugal Continental e introduzida no Arquipélago da Madeira e no Arquipélago dos Açores.

## Protecção
Não se encontra protegida por legislação portuguesa ou da Comunidade Europeia.